# دينا مان
دينا مان (بالإنجليزية: Dina Mann)‏ هي ممثلة أسترالية، ولدت في 1950.

## وصلات خارجية
- دينا مان على موقع IMDb (الإنجليزية)
- دينا مان على موقع قاعدة بيانات الفيلم (الإنجليزية)